# Баффало (округ, Південна Дакота)
Шаблон:StateAbbr_ 44°05′ пн. ш. 99°12′ зх. д. / 44.08° пн. ш. 99.2° зх. д.
Округ Баффало (англ. Buffalo County) — округ (графство) у штаті Південна Дакота, США. Ідентифікатор округу 46017.

## Історія
Округ утворений 1873 року.

## Демографія
За даними перепису
2000 року
загальне населення округу становило 2032 осіб, усе сільське.
Серед мешканців округу чоловіків було 1043, а жінок — 989. В окрузі було 526 домогосподарств, 422 родин, які мешкали в 602 будинках.
Середній розмір родини становив 4,23.
Віковий розподіл населення поданий у таблиці:
| Стать    | До 15 років | 15-21 | 22-29 | 30-39 | 40-49 | 50-65 | 65-85 | Понад 85 |
| -------- | ----------- | ----- | ----- | ----- | ----- | ----- | ----- | -------- |
| Чоловіки | 371         | 163   | 108   | 120   | 112   | 112   | 53    | 4        |
| Жінки    | 317         | 132   | 96    | 127   | 118   | 123   | 71    | 5        |

## Суміжні округи
- Генд — північний схід
- Джеролд — схід
- Брул — південь
- Лайман — захід
- Гайд — північний захід

## Виноски
1. ↑  US Decennial Census. US Census Bureau. Архів оригіналу за 12 квітня 2013. Процитовано 22 березня 2015.
2. ↑  Historical Census Browser. University of Virginia Library. Архів оригіналу за 11 серпня 2012. Процитовано 22 березня 2015.
3. ↑  Forstall, Richard L., ред. (27 березня 1995). Population of Counties by Decennial Census: 1900 to 1990. US Census Bureau. Архів оригіналу за 28 грудня 2008. Процитовано 22 березня 2015.
4. ↑  Census 2000 PHC-T-4. Ranking Tables for Counties: 1990 and 2000 (PDF). US Census Bureau. 2 квітня 2001. Архів оригіналу (PDF) за 18 грудня 2014. Процитовано 22 березня 2015.
5. ↑  State & County QuickFacts. Бюро перепису населення США. Архів оригіналу за 7 липня 2011. Процитовано 26 листопада 2013. [Архівовано 2011-06-07 у Wayback Machine.](англ.) Наведено за англійською вікіпедією.
6. ↑  American FactFinder. Бюро перепису населення США. Архів оригіналу за 26 лютого 2012. Процитовано 31 січня 2008. [Архівовано 2008-05-21 у Wayback Machine.]

| США | Це незавершена стаття з географії США. Ви можете допомогти проєкту, виправивши або дописавши її. |